# Патрік Серку
Патрік Серку (27 червня 1944 — 19 квітня 2019) — бельгійський велогонщик.
Олімпійський чемпіон 1964 року в гіті на 1 км.
Чемпіон світу з трекових велоперегонів 1963 (аматорський спринт), 1967 (спринт), 1969 (спринт) років, срібний призер 1965 (спринт), 1968 (спринт) років.